# Luneray
Luneray ist eine französische Gemeinde mit 2.166 Einwohnern (Stand: 1. Januar 2022) im Département Seine-Maritime in der Region Normandie. Sie gehört zum Arrondissement Dieppe und zum Kanton Luneray (bis 2015: Kanton Bacqueville-en-Caux). Die Einwohner werden Luneraysiens genannt.

## Geographie
Luneray liegt etwa acht Kilometer südlich der Ärmelkanalküste und etwa 15 Kilometer südwestlich von Dieppe. Umgeben wird Luneray von den Nachbargemeinden Avremesnil im Norden, Gueures im Nordosten, Brachy im Osten, Greuville im Süden, Crasville-la-Rocquefort im Südwesten, Gruchet-Saint-Siméon im Westen sowie La Gaillarde im Nordwesten.
1988 Unterzeichnung der Partnerschaft mit der deutschen Gemeinde Deutsch Evern.

## Bevölkerungsentwicklung
| Jahr      | 1962 | 1968 | 1975 | 1982 | 1990 | 1999 | 2006 | 2012 |
| Einwohner | 1664 | 1782 | 1736 | 1807 | 2006 | 2167 | 2050 | 2147 |

## Persönlichkeiten
- Julie Siegfried (1848–1922), Feministin

## Sehenswürdigkeiten
- Kirche Saint-Rémi
- evangelische Kirche aus dem 18. Jahrhundert, seit 2003 Monument historique